# Phoebe (botanica)
Phoebe Nees è un genere di piante della famiglia delle Lauracee.

## Tassonomia
Comprende le seguenti specie:
- Phoebe angustifolia Meisn.
- Phoebe assamica Kalyankumar
- Phoebe attenuata (Nees) Nees
- Phoebe baishyae M.Gangop.
- Phoebe birmanica Kosterm.
- Phoebe bootanica (Meisn.) M.Gangop.
- Phoebe bournei (Hemsl.) Y.C.Yang
- Phoebe brachythyrsa H.W.Li
- Phoebe calcarea S.Lee & F.N.Wei
- Phoebe canescens (Blume) Miq.
- Phoebe cathia (D.Don) Kosterm.
- Phoebe cavaleriei (H.Lév.) Y.Yang & Bing Liu
- Phoebe chartacea (Blume) Miq.
- Phoebe chekiangensis C.B.Shang
- Phoebe clemensii C.K.Allen
- Phoebe cooperiana P.C.Kanjilal & Das
- Phoebe crassipedicella S.Lee & F.N.Wei
- Phoebe cuneata (Blume) Blume
- Phoebe cuspidata Blume
- Phoebe dehaasiifolia Kosterm.
- Phoebe elliptica Blume
- Phoebe excelsa (Blume) Nees
- Phoebe faberi (Hemsl.) Chun
- Phoebe forbesii Gamble
- Phoebe formosana (Hayata) Hayata
- Phoebe gamblei Kamik.
- Phoebe glabrifolia Merr.
- Phoebe glaucifolia S.K.Lee & F.N.Wei
- Phoebe glaucophylla H.W.Li
- Phoebe grandis (Nees) Merr.
- Phoebe hainanensis Merr.
- Phoebe hedgei M.Gangop. & A.Sarmah
- Phoebe holosericea Blume
- Phoebe hui W.C.Cheng ex Y.C.Yang
- Phoebe hunanensis Hand.-Mazz.
- Phoebe hungmoensis S.K.Lee
- Phoebe incerta Blume
- Phoebe javanica Meisn.
- Phoebe kerrii Gamble
- Phoebe kjellbergii Kosterm.
- Phoebe kunstleri Gamble
- Phoebe kwangsiensis H.Liu
- Phoebe laevis Kosterm.
- Phoebe lanceolata (Nees) Nees
- Phoebe legendrei Lecomte
- Phoebe leiophylla Miq.
- Phoebe liana Y.Yang
- Phoebe lichuanensis S.K.Lee
- Phoebe longepetiolata Kosterm.
- Phoebe lucida Blume
- Phoebe lummaoensis M.Gangop.
- Phoebe macrocarpa C.Y.Wu
- Phoebe macrophylla Blume
- Phoebe megacalyx H.W.Li
- Phoebe motuonan S.K.Lee & F.N.Wei
- Phoebe neurantha (Hemsl.) Gamble
- Phoebe neuranthoides S.K.Lee & F.N.Wei
- Phoebe nigrifolia S.K.Lee & F.N.Wei
- Phoebe obtusa Blume ex Meisn.
- Phoebe pallida (Nees) Nees
- Phoebe paniculata (Nees) Nees
- Phoebe pierrei Lecomte
- Phoebe prazeri M.Gangop.
- Phoebe puwenensis W.C.Cheng
- Phoebe rufescens H.W.Li
- Phoebe scortechinii (Gamble) Kochummen ex de Kok
- Phoebe sheareri (Hemsl.) Gamble
- Phoebe siamensis Kosterm.
- Phoebe sterculioides (Elmer) Merr.
- Phoebe tavoyana Hook.f.
- Phoebe tenuifolia Kosterm.
- Phoebe wightii Meisn.
- Phoebe yaiensis S.K.Lee
- Phoebe yunnanensis H.W.Li
- Phoebe zhennan S.K.Lee & F.N.Wei